# Pyrrosia petiolosa
Pyrrosia petiolosa är en stensöteväxtart som först beskrevs av Christ, och fick sitt nu gällande namn av Ren-Chang Ching. Pyrrosia petiolosa ingår i släktet Pyrrosia och familjen Polypodiaceae. Inga underarter finns listade.